# 中铁大桥局
中铁大桥局集团有限公司，簡稱中铁大桥局（英語：China Railway Major Bridge Engineering Group Co., Ltd.；英文簡稱MBEC），前身為铁道部大桥工程局，是中國一間工程建築公司。公司注册地位于武汉，隶属于央企中国铁路工程集团旗下的上市公司中国中铁股份有限公司。业务性质为铁路、公路、市政。2018年，公司总资产392亿元人民币（下同），净资产79亿元，净利润10亿元:44。

## 歷史
铁道部大桥工程局於1953年4月創立，參建武漢長江大橋。1958年，铁道部专业设计院大桥设计处併入大桥工程局旗下，並與大桥工程局的设计处及测量钻探队合并為大桥局勘测设计处，後改名為铁道部大桥工程局勘测设计院。
而大桥工程局的上級機構中华人民共和国铁道部亦曾與交通部合併，故此大桥工程局於1970年至1975年亦曾名為交通部大橋工程局:2。在1968年文化大革命爆发后，革命委員會进驻大桥局，1978年革委会撤销:2。1984年至1985年大桥工程局改名鐵道部橋樑和基礎工程公司:2。而大桥工程局下屬機構「橋處」，亦曾於1994至1995年間，分別改名為「中原」、「華東」、「華南」、「東方」及「華中橋樑工程總公司」:2。
1989年，日後的母公司中国铁路工程总公司（簡稱中鐵工）由铁道部基本建设总局改制成立，初時仍為铁道部旗下，但於2000年中鐵工“脱钩”铁道部，整体移交中共中央企业工作委员会管理。
2001年，铁道部大桥局與铁道部“脱钩”:6，改制為中鐵工旗下中铁大桥局集团有限公司。2003年，母公司中鐵工改屬国务院国资委管理。而下屬單位，例如「大桥工程局第一桥梁工程处」（簡稱「一桥处」），改名「中铁大桥局集團第一工程公司」。
2004年，大桥局集团與姊妹公司中铁隧道集团、央企上市子公司武鋼股份及另外兩家國企共同成立「中铁大桥局股份有限公司」:2。
2007年，在「中鐵工」主業整體上市後，大桥局集团成為上市公司中國中鐵股份有限公司的全資子公司；中鐵工則成為中國中鐵的控股股東兼母公司。
2010年，勘测设计院被分立為中國中鐵旗下正局级单位。而大桥局集團第三工程公司，則轉歸中铁港航局擁有。
2014年，大桥局合作興建武汉杨泗港长江大桥，大桥局在該桥的項目公司：「武汉杨泗港大桥有限公司」享有42.86%的表决权:97。

## 参建工程

### 参建工程 (中國內地)
- 武漢長江大橋[3]
- 南京长江大桥[3]
- 九江长江大桥[3]
- 芜湖长江大桥[3]
- 天津永和斜拉桥[3]
- 汕头海湾大桥[3]
- 东海大桥[3]
- 杭州湾跨海大桥[3]
- 武汉天兴洲长江大桥[3]
- 南京大胜关长江大桥[3]
- 郑州黄河公铁两用大桥[3]
- 泰州长江大桥[3]
- 洛阳黄河公路大桥 (1977年啟用)[13]
- 桂林净瓶山大桥 (1983年竣工)[14]
- 桂林漓江桥 (1988年竣工)[15]
- 宜昌夷陵长江大桥 （2002年）[16]
- 贵州北盘江大桥（2003年）[16]
- 重庆马桑溪长江大桥（2003年）[16]
- 武漢市四環綫青山長江公路大橋[17]:22
- 宜昌廟嘴長江大橋[17]:83
- 京張高鐵官廳水庫特大橋[17]:84
- 平潭海峡公铁大桥[17]:92
- 拉萨至那曲高等级公路昂嘎大桥[18]
- 武汉杨泗港长江大桥 (2019年啟用)[19]

列表未完成

### 参建工程 (海外、港澳)
- 缅甸仰光丁茵大桥（1993年啟用）[3]
- 孟加拉帕克西桥（英语：Lalon Shah Bridge）（2004年啟用）[3]
- 澳门西湾大桥[3]
- 马来西亚柔佛州柔佛河大桥[3][20]
- 孟加拉卡拉夫里三桥[3]
- 孟加拉帕德玛桥（2022年啟用）
- 深圳灣公路大橋香港段（2007年啟用；即深港西部通道香港段；與金門建築、斯堪卡合作建造）[21]
- 港珠澳大桥主桥（2018年啟用）[17]:83

列表未完成

## 歷任首長
| 年份           | 姓名   | 職稱   | 党委书记姓名  | 備註 |
| -------------- | ------ | ------ | ------------- | --- |
| 1953年至？     | 彭敏   | 局長   | 王任重 (兼任) | 王任重為武漢市委書記，兼任大桥局党委书记；彭敏原為中国人民志愿军铁道兵副司令員:2，1960年升任铁道部基本建设总局副局长 |
| ？至？         |        |        |               | |
| 2000年至2001年 | 周孟波 | 局長   |               | 1996年至2000年7月周孟波為大桥局副局长；2000年起周孟波兼任党委副书记                                                  |
| 2001年至2006年 | 周孟波 | 董事长 |               | 周孟波兼任大桥局总经理，2006年起升任中铁工副总经理；但亦有報導指2001年至2002年大桥局董事长由中铁工副总经理孟凤朝兼任 |
| ？至？         |        |        |               | |
| ？至？         | 梅權   | 董事长 | 梅權 (兼任)   | [ 26 ] |
| ？至今         | 刘自明 | 董事长 | 刘自明 (兼任) | [ 18 ] |

列表未完成

## 外部連結
- 官方网站